# Scogli del Formaggio
Gli Scogli del Formaggio (Scogghi u Furmàgghiu in siciliano) sono un'isola dell'Italia, in Sicilia.
Amministrativamente appartengono a Pantelleria, comune italiano della provincia di Trapani.
Si trovano tra Punta del Curtignolo e Punta del Duce, nei pressi della costa sud-orientale dell'isola di Pantelleria.